# Abanyom jezik
Abanyom jezik (abanyum, befun, bofon, mbofon; ISO 639-3: abm), jezik u Nigeriji koji se govori na području države Cross River. pripada podskupini Ekoid jezika, široj skupini južnih bantoida. Govori ga oko 12 500 (1986), u nekoliko sela, od kojih je najvažnije Abangkang.
Članovi etničke grupe zovu se Abanyom.

## Vanjske poveznice
- Abanyom (14th)
- Abanyom (15th)